# Alias (Unix)
Alias, nei sistemi operativi Unix e Unix-like  è un comando di shell che permette di definire altri comandi.

## Sintassi

### bash shell
La sintassi è estremamente semplice, ad esempio il comando per creare un comune alias è il seguente:
```
alias ll='ls -l'
```

Dove ll è il comando ridefinito e ls -l il comando originario. Generalmente è preferibile racchiudere il comando originario tra apici per evitare problemi di interpretazione alla shell.

### C shell e tcsh shell
Il comando è il seguente:
```
alias ll "ls -l"
```

Dove ll è il comando ridefinito e ls -l il comando originario.

## Utilizzo
Per rimuovere un alias si usa il comando:
```
unalias <nome_alias>
```

Ad esempio:
```
unalias ll   # Rimuove l'alias 
ll
 precedentemente impostato
unalias -a   # Rimuove tutti gli alias impostati
```

Se esiste un alias per un comando, è possibile non tener conto dell'alias scrivendo il comando tra apici oppure facendo precedere il comando dal backslah:
```
'ls'
\ls
```

Gli alias vengono memorizzati nella RAM e all'arresto dell'elaboratore non vengono salvati sulle memorie di massa. Per rendere permanenti gli alias è possibile utilizzare dei particolari file batch che vengono eseguiti all'apertura della shell, come, ad esempio, .bashrc.